# Жабінко
Жабінко (пол. Żabinko, нім. Waldhöhe) — село в Польщі, у гміні Мосіна Познанського повіту Великопольського воєводства.
Населення — 319 осіб (2011).
У 1975-1998 роках село належало до Познанського воєводства.

## Демографія
Демографічна структура станом на 31 березня 2011 року:
|          | Загалом | Допрацездатний вік | Працездатний вік | Постпрацездатний вік |
| -------- | ------- | ------------------ | ---------------- | -------------------- |
| Чоловіки | 157     | 30                 | 113              | 14                   |
| Жінки    | 162     | 31                 | 100              | 31                   |
| Разом    | 319     | 61                 | 213              | 45                   |